# DR 812/813 bis 818/819
Die Triebwagen 812/813 bis 818/819 gehören zu den Triebwagenbauarten der ersten Generation der Deutschen Reichsbahn für den Personenverkehr auf Nebenbahnen. Sie wurden als Vergleichswagen zu der Reihe DR 713/714 und 715/716 entwickelt, um die effektivere Antriebsanlage – Benzinmotor oder Dieselmotor – herauszufinden. Die Fahrzeuge können außerdem als eine Doppelvariante der Reihe DR 801 bis 804 angesehen werden und waren für den Einsatz bei einem regelmäßigen größeren Fahrgastaufkommen bestimmt. Ein Fahrzeug war bei der DB bis in die 1950er Jahre im Einsatz. Erhalten geblieben ist kein Exemplar der Fahrzeuge.

## Geschichte
Parallel mit der Fertigung der DR 713/714 und 715/716 wurden bei Wegmann in Kassel diese Fahrzeuge als Variante mit einem Dieselmotorantrieb hergestellt, um die günstigste Antriebsvariante für den Dieselmotorantrieb festzustellen. Wie bei den DR 801 bis 804 entstand die Maschinenanlage von MAN mit einem mechanischen Getriebe der Bauart Soden von der ZF Friedrichshafen. Die Fahrzeuge entstanden 1928 und wurden in verschiedenen Orten der Reichsbahndirektion Kassel, Reichsbahndirektion Breslau und Reichsbahndirektion Münster (Westf) eingesetzt.
Schon bald nach der Indienststellung der Fahrzeuge zeigte sich, dass die im Automobilbau bewährten Soden-Getriebe, wie schon bei anderen Triebwagen der ersten Generation, den harten Alltagsbedingungen nicht gewachsen waren. Ab 1934 wurde bei den noch vorhandenen Fahrzeugen statt derer das Mylius-Getriebe eingebaut. 1932 schon war ein Fahrzeug, der VT 816/817, nach einem Brand in der Reichsbahndirektion Münster ausgemustert worden.
Bei Kriegsausbruch wurden zunächst alle Wagen wegen des Dieselmotors abgestellt, später wurden sie für Sonderverkehre für Kriegszwecke wieder herangezogen. Das Kriegsende erlebte nur der 814/815, die anderen beiden Fahrzeuge waren zum Kriegsende mit Totalschaden in Ingolstadt abgestellt. Das verbliebene Fahrzeug wurde noch in die Reihe VT 72 900 a/b umgezeichnet und bis 1956 in Nürnberg beheimatet, danach wurde es ausgemustert.
Heute erinnern nur noch Fotos und ein Modell an die Fahrzeuge.

## Konstruktive Merkmale
Vom Wagenkasten her waren die Fahrzeuge sehr ähnlich der Reihe 713-716 vom gleichen Hersteller. Kleine Unterschiede gab es in der Länge der Fahrzeuge, der Raumaufteilung und geringeren Maßen wie der Länge über Puffer. Die Triebwagen der Reihe 812/813 bis 818/819 besaßen im Gegensatz zu den Benzoltriebwagen in den Bereichen der Führerstände zwei Einstiegstüren auf jeder Seite. Das hatte den Hintergrund, dass der in Fahrtrichtung hintere Führerstand als Gepäckraum mit benutzt wurde. Die diagonal angeordneten Einstiegstüren am Kurzkuppelende hatten auch die 812/813 bis 818/819, dafür entfiel der bei den Benzoltriebwagen benützte Gepäckraum am Kurzkuppelende, und die Fahrzeuge hatten stattdessen zwei Toiletten.
Die Maschinenanlage jedes Einzelwagens war identisch denen der Reihe DR 801 bis 804. Zeigten sich bei diesen Fahrzeugen schon, dass das Soden-Getriebe im ferngesteuerten Betrieb bei Dieseltriebwagen keine befriedigenden Ergebnisse erzielte, so war bei den Doppeltriebwagen der baldige Austausch die logische Folge. Betriebsergebnisse mit dem Mylius-Getriebe sind aus der Literatur nicht zu entnehmen, die Fahrzeuge gehörten zu den wenigen Doppeltriebwagen mit dieser Getriebekonfiguration. Bei diesen Fahrzeugen konnte der Lokführer die hintere Maschinenanlage noch weniger hören als bei einem einteiligen Triebwagen mit zwei Motoren, zumal die elektropneumatische Steuerung der Kupplung keine synchrone Steuerung beim Gangwechsel zuließ. Nach diesen Fahrzeugen sind mit der ČSD-Baureihe M 485.0 noch eine Triebwagenbaureihe mit dieser Antriebskonfiguration bekannt, die sich im Betrieb nicht durchsetzen konnte.